# توده و قدرت
توده و قدرت (آلمانی: Masse und Macht) نام یک کتاب غیرداستانی از الیاس کانتی که در سال ۱۹۶۰ منتشر شد. کانتی در این کتاب پدیده‌های توده و قدرت و ارتباط بین آنها را از جنبه‌های انسان‌شناختی، جامعه‌شناختی و روان‌شناختی بررسی می‌کند.